# Alessandria della Rocca
Alessandria della Rocca este o comună și un mic oraș agricol situat în partea de nord a provinciei Agrigento, centrul-vest al Sicilia, sudul Italiei. În 2024 avea o populație de 2.399 de locuitori.
Alessandria della Rocca se învecinează cu următoarele comune:
Bivona, Cianciana, San Biagio Platani, Sant'Angelo Muxaro, Santo Stefano Quisquina.

## Geografie fizică

### Climă
Clima este mediteraneană, cu temperaturi medii de 26-28°C în iulie și august și maxime de 30-40°C.
Clasificare climatică: zona C, 1311 zile.

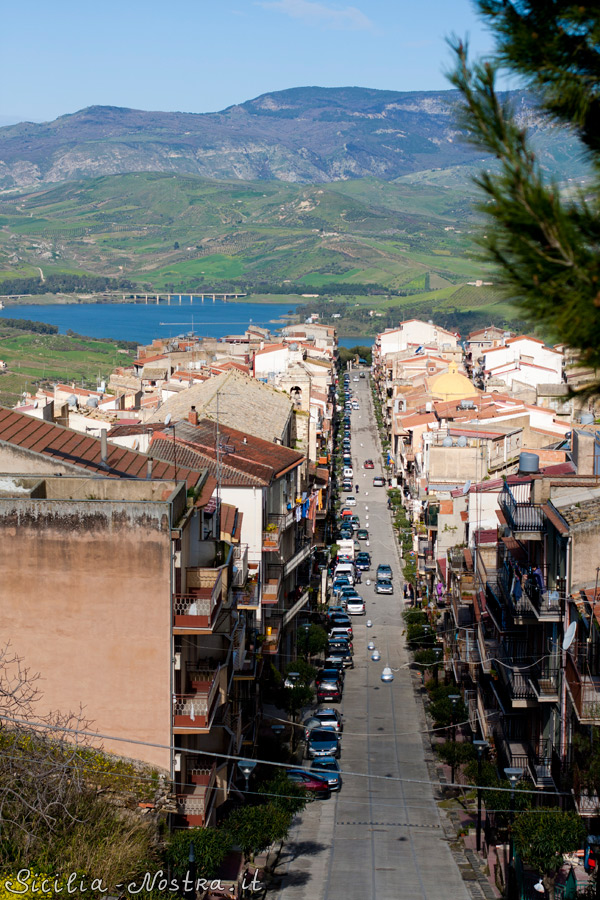
vedere panoramică

## Istoric
Alessandria della Rocca a fost fondată în 1570, când fieful Presti Alessandro a fost ridicat la demnitatea de municipiu sub titlul de Alessandria della Pietra: primul domn a fost Carlo Barresi, învestit cu baronia Pietra D'Amico pe 20 iunie 1568.
Ruinele Castelului della Pietra d'Amico, construit în secolul al XIV-lea, se găsesc la aproximativ 5 km de oraș. Orașul în sine a fost fondat în 1570 de Don Carlo Blasco Barresi și inițial a fost numit Pietra d'Amico, după numele castelului. În 1713, a fost redenumit Alessandria di Sicilia, în timp ce numele actual Alessandria della Rocca a fost adoptat prin Decret Regal la 7 noiembrie 1862.

## Monumente și locuri de interes

### Arhitectură religioasă
- Biserica Carmine (secolele XVI-XVII) și mănăstirea carmelită. Aceasta din urmă a fost restaurată datorită intervenției administrației municipale conduse de primarul Salvatore Mangione (2000). Astăzi, în interiorul mănăstirii au loc diverse activități culturale în timpul verii. „Confraternitatea Maria Santissima del Carmine” se află în complexul monumental.[7]
- Biserica Mamă (secolul XVII);
- Biserica Neprihănita Zămislire (secolul XVII);
- Biserica Crucifixului (secolul XVII);
- Biserica San Giovanni Battista (secolul XVII);
- Biserica Mănăstirii Fraților Minori Reformați (secolul XVII);
- Sanctuarul Madonna della Rocca (secolul XVII).

### Arhitectură civilă
- Palatul Genuardi-Inglese (secolul al XVI-lea)
- Palatul Guggino (secolele XVII-XVIII)
- Palatul Cordova
- Palatul Genuardi
- Palatul englez-Spoto
- Palatul Coniglio
- Fosta gară Alessandria della Rocca, renovată în 2016[8]

## Demografie
Alessandria della Rocca - evoluția demografică

Date: Recensăminte sau birourile de statistică - grafică realizată de Wikipedia

### Grupuri etnice și minorități străine
La 1 ianuarie 2024, în Alessandria della Rocca locuiau 41 de străini, reprezentând 1,7% din populația rezidentă.Cea mai mare comunitate străină este din România, reprezentând 82,9% din totalul străinilor din zonă.